# Jan Corneliszoon Rijp
Jan Corneliszoon Rijp (1570-1613) was gezagvoerder van het tweede schip in de derde expeditie op zoek naar de Noordoostelijke Doorvaart van Jacob van Heemskerck en Willem Barentsz in 1596, en met deze ontdekte hij Bereneiland en Spitsbergen. Bij terugkeer op Bereneiland splitste de expeditie zich. Rijp keerde terug naar Spitsbergen, klaarblijkelijk met de intentie een doorvaart tussen Spitsbergen en Groenland te vinden. Van deze expeditie is verder weinig bekend; Rijp keerde in elk geval nog hetzelfde jaar naar Nederland terug.
Het volgende jaar, in 1597, vertrok Rijp op een normale handelsmissie naar Scandinavië en Noord-Rusland. Op het schiereiland Kola kwam hij de overlevenden van de expeditie van Van Heemskerck en Barentsz tegen. Hij nam ze aan boord en keerde met hen terug naar Nederland. Naar hem werd de nederzetting Rijpsburg op Spitsbergen vernoemd.
- Biografisch Portaal: 04171311
- Digitale Bibliotheek voor de Nederlandse Letteren: rijp004
- International Standard Name Identifier: 0000 0003 9141 2301
- Library of Congress Control Number: no2014102749
- Nederlandse Thesaurus van Auteursnamen: 074161644
- Virtual International Authority File: 285255226
- WorldCat: E39PBJtgYbfVxyH3j8jB6K9Yyd